# 森香澄
森 香澄（もり かすみ、1995年6月16日 - ）は、日本のタレント、グラビアアイドル、女優、フリーアナウンサー。seju（GROVE株式会社）所属。東京都出身。元テレビ東京のアナウンサー。

## 来歴
東京都立新宿高等学校、東京女子大学現代教養学部人間科学科卒業後、2019年テレビ東京にアナウンサーとして入社。6月26日に『テレ東音楽祭2019』インターネット同時配信のリポーターとして出演し、同期入社の池谷実悠・田中瞳と共にデビューした。7月8、12日に放送された『ニュースモーニングサテライト』に出演する。10月より産前産後休業に入った繁田美貴の後を受け、『THEカラオケ★バトル』の司会者に起用され、10月13日放送の特番から登場した。12月8日放送の『青春高校3年C組』で、テレビ東京アナウンス室アイドル部員4人とともに「青春のスピード」を踊り、センターを務め（同月10日YouTube配信）、2020年2月9日に青春高校3年C組アイドル部・相内優香・相内ユウカとも共演。前年まで務めた柴田阿弥の後任として、2020年1月6日から土曜日の競馬中継『ウイニング競馬』で司会を務め、4月から毎週火・木曜日の『よじごじDays』の司会を担当した。2023年3月31日で同社退社を発表する。
2023年4月1日、seju（GROVE株式会社）に所属した。6月25日発売の『週刊プレイボーイ』にて男性誌初グラビアに挑戦して、本格的にグラビアアイドルとしての活動をスタートさせた。同年12月18日、集英社のデジタルコンテンツから選出される「グラジャパ!アワード2023」で週プレ賞受賞。2024年2月28日にファースト写真集『すのかすみ。』（幻冬舎）を発売した。4月1日、地方競馬公式サービス「SPAT4」のイメージキャラクターに就任。6月3日に地上波初冠番組「森香澄の全部嘘テレビ」スタート。7月、ファンクラブを開設した。12月4日、Yahoo!検索大賞2024 スペシャル部門1位を受賞した。

## 人物
- 趣味:一人カラオケ[25]、アイドル好き[26]、体操観戦[25]。
- 特技:ダンス[27]、ピアノ[27]。
- 好きな食べ物:納豆[25]、唐揚げ[25]、白米[25]。
- 3歳からピアノ、小学校から高校まで週に1回電子オルガンを習い、月に1回、作曲講座にも通っていた[28]。高校時代はダンス部に所属[29]。音楽大学進学も考えたが「仕事の幅を狭めたくない」と入った女子大学でアナウンサーの仕事に憧れた[28]。
- 父親は放送作家である森一盛[30]。
- スプラウト所属中に『gee up sprout』で共演した吉田悠希[31]や、FRUITS ZIPPERのメンバー・櫻井優衣[32][33][34]とは親交が深い。さらに、元乃木坂46メンバーの堀未央奈ともプライベートで親交が深い[35]。

## 出演

### 学生時代

#### テレビ番組
- Wake Your Dreams〜英語で開く夢への扉〜（2017年7月1日 - 2018年3月31日、BSフジ） - ナレーション[7]

#### ラジオ番組
- gee up sprout（2016年3月26日 - 2018年11月3日、FMサルース） - パーソナリティ ※不定期出演

### テレビ東京アナウンサー時代

#### 報道・情報番組
- TXN NEWS
- よじごじDays
  - メインパーソナリティー昇格前に不定期で中継リポーターで出演。
  - 火・木曜メインパーソナリティー（2020年4月2日 - 2022年3月31日）[注 2][37]
- この冬一番めぐり散歩! あったかパーク冬遊びガイダンス（2019年12月7日） - MC[38]
- ワールドビジネスサテライト（2020年4月 - 2021年3月） - トレたまキャスター[39]
- パラパラParavi（2021年3月 - ） - メイン[40] ※パラパラを踊るだけの番組[40]。
- 日経スペシャル マネーのまなび（2021年4月1日 - 2022年3月31日、BSテレ東）[41]

#### スポーツ番組
- スポさま（2019年10月20日 - 2020年3月29日、BSテレ東）- アシスタント
- ウイニング競馬（2020年1月6日 - 2023年3月25日） - 司会[12]
- 卓球ジャパン!（2020年10月24日[42] - 2023年3月、BSテレ東）[43]
- CHOTeN 〜今週、誰を予想する?〜（2021年10月2日 - 2022年9月25日） - MC
- みんなのスポーツ Sports for All（2022年4月7日 - 2023年3月30日） - 木曜日キャスター
- FOOT×BRAIN（2022年5月8日 - 2023年3月27日） - MC

#### バラエティ番組
- 世界77億人に発信!内村のツボる動画大賞（2019年10月22日[44]、2020年1月1日[45]）- VTR出演
- 青春高校3年C組（2019年11月13日・14日放送分《中井りかの代理》、12月2日 - 2020年2月9日）
  - 青春高校3年C組【祝!デビュー】青春高校ってこんなグループSP（2020年1月11日）- アシスタント
- 電脳トークTV
  - 2.5 ～相内さん、青春忘れてませんか?～（2019年12月15日・22日）[46]
  - 2.6 ～相内さん、青春忘れてませんか?～（2020年1月12日・19日・26日）[47]
  - 3 ～相内さん、ずっと青春続けましょ～（2020年2月3日・10日）[48]
- どっちの家を買いますか? ～最強不動産屋のガチンコ家売りバトル～（2019年12月17日）- 進行[49]
- 近藤真彦40周年特番 ～マッチに賛否両論ぶつけてみた！～（2020年1月3日）- 進行[50]
- 家、ついて行ってイイですか?（2020年4月8日・15日）- 鷲見玲奈の代理
- 世界一役に立つ!大人の社会科見学（2021年2月28日）[51]
- 内村のツボる動画（2020年4月14日[52] - 2023年3月）- VTR出演
- そろそろにちようチャップリン→ぴったりにちようチャップリン（2021年11月 - 2023年）- 進行

#### 音楽番組
- THEカラオケ★バトル（2019年10月13日 - 2023年3月26日） - 司会[6]
- 日本シン人種図鑑（2022年5月12日 - 2023年3月29日） - MCアシスタント

#### テレビドラマ
- らせんの迷宮～DNA科学捜査～ 第4話（2021年11月5日）

#### テレビアニメ
- ラビッツ・インベージョン 第41話（2020年1月30日） - 声の出演[53]

#### WEB番組
- 競馬好き女子会（2023年3月3日 - 31日、YouTube (テレビ東京 競馬チャンネル) ・TVer・ネットもテレ東・Paravi[注 3]） - MC[54]
- 森香澄のツボる歌うま動画（2023年3月31日、Paravi[注 3]）[55]

### タレント転身後
※ 太字は現在出演中

#### テレビ番組（レギュラーおよび冠番組）
- 開け!キャラクターのとびら きゃらトビ!（2023年10月1日 - 12月24日、フジテレビ） - 10月期ナビゲーター[56]
- 考察ミステリードラマ 意味がわかると怖い「配信停止になった婚活ドキュメンタリー」（2023年10月22日 - 11月26日、テレビ朝日） - 演者兼スタジオキャスト[57]
- 森香澄の栞をください（2023年10月28日、BSJapanext） ※初の冠テレビ番組[58]
- 貴女のそばの妖怪ちゃん（2024年5月9日 - 2024年5月30日、テレビ朝日） - MC[59]
- 森香澄の全部嘘テレビ（2024年6月3日 - 、テレビ朝日）[60]

#### テレビ番組（準レギュラー・ゲスト複数回出演）
- ネプリーグ（2023年4月24日[61]・8月28日[62]・11月20日[63]、フジテレビ）
- 踊る!さんま御殿!!（2023年5月23日[64][65]・6月20日[66]・8月29日[67]・2024年4月30日[68]、日本テレビ）
- トークィーンズ（2023年7月20日 - 、フジテレビ） - 準レギュラー[69]
- 有吉クイズ（2024年6月17日・2025年2月17日・2月24日・3月24日・3月31日・8月11日・8月18日、テレビ朝日）

#### その他のテレビ番組
- オールナイトフジコ（2023年4月29日、フジテレビ）[70]
- 天才たちのドッキリ 叡智のムダ使い（2023年5月3日、TBSテレビ）
- あなたはどれに当てはまる?スター★性格診断SHOW（2023年5月15日[71]・22日[72][73]・7月4日[74]、TBSテレビ）
- 今夜はナゾトレ（2023年5月30日、フジテレビ）
- オオカミ少年・ハマダ歌謡祭（2023年6月2日・9月15日、TBSテレビ）
- サンデージャポン（2023年6月4日・8月6日、TBSテレビ）
- ダウンタウンDX（2023年6月15日、読売テレビ・日本テレビ系列）
- 座持ち動画グランプリ（2023年6月22日、読売テレビ・日本テレビ系列）
- ロンドンハーツ（2023年6月27日・2024年6月25日・7月2日、テレビ朝日）
- くりぃむクイズ ミラクル9（2023年6月28日、テレビ朝日）
- 水曜日のダウンタウン（2023年6月28日、TBSテレビ）
- 中居正広のキャスターな会（2023年7月15日、テレビ朝日）[75][76]
- 突然ですが占ってもいいですか?（2023年7月17日、フジテレビ）[77]
- 川島明の芸能界㊙通信簿（2023年7月22日、フジテレビ）[78]
- 再現できたら100万円!THE神業チャレンジ（2023年7月25日、TBSテレビ） - 「神業アカペラカラオケ」に出演[79]
- サスティな!〜こんなとこにもSDGs〜（2023年8月5日、フジテレビ）[80]
- ホリケンのみんなともだち（2023年8月9日、テレビ朝日）[81]
- ヒルナンデス!（2023年8月17日、日本テレビ） - 「ファッションセンス格付けバトル」に出演
- アルコ&ピースの六本木で恐竜を科学する（2023年8月19日、TOKYO MX）
- くりぃむナンタラ（2023年8月24日[注 4]・30日、テレビ朝日）[82]
- ケーススタディ～禁断の恋愛実験～（2023年8月30日・9月6日、フジテレビ）[83][84]
- 見取り図じゃん（2024年9月23日・9月30日、テレビ朝日）
- 相席食堂（2023年10月17日、朝日放送テレビ）[85]
- ララLIFE（2023年11月24日、TBSテレビ）
- 酒のツマミになる話（2024年4月12日・7月12日・11月29日・2025年2月14日・8月1日、フジテレビ）
- みんなのKEIBA（2024年4月14日、フジテレビ）
- バラいろダンディ（2024年5月6日、TOKYO MX）[86]
- 上田と女がDEEPに吠える夜（2024年5月14日・5月21日・10月1日、日本テレビ）
- あざとくて何が悪いの?（2024年8月9日、テレビ朝日）
- 上田と女が吠える夜ＳＰ（2024年9月4日、日本テレビ）
- 櫻井・有吉 THE夜会（2024年10月31日、TBSテレビ）
- カズレーザーと学ぶ。（2024年11月19日、日本テレビ）
- 大悟の芸人領収書（2024年11月25日・12月2日、日本テレビ）
- チャンハウス（2024年11月30日、フジテレビ）- ザツガクプレゼンターとして出演
- チョコプランナー（2024年12月15日・2025年1月12日、テレビ朝日）
- ドリフに大挑戦スペシャル
- THE 世代感（2025年1月18日、テレビ朝日）
- ホンマでっか!?TV（2025年1月22日、フジテレビ）
- おしろツアーズ（20235年2月2日、東海テレビ・フジテレビ系列）
- ぐるぐるナインティナイン（2025年2月20日、日本テレビ）
- EIGHT-JAM（2025年4月13日、テレビ朝日）
- 新しいカギ（2025年5月24日、フジテレビ） - ハイスクール大喜利に出演
- これ余談なんですけど・・・（2025年6月4日、朝日放送テレビ）
- ボクらの時代（2025年6月29日、フジテレビ）
- チコちゃんに叱られる!（2025年7月11日、NHK総合）
- ジャイキリダイアン（2025年7月16日、テレビ朝日）

#### テレビドラマ
- ギフテッド Season1 第2話（2023年8月19日、東海テレビ・フジテレビ系列） - フラワーアート祭の司会 役[87]
- たとえあなたを忘れても（2023年10月22日 - 12月17日、朝日放送テレビ・テレビ朝日系列） - 衛藤まりあ 役[88]
- 生ドラ!東京は24時 -Starting Over-（2024年3月28日、フジテレビ） - 三枝真由 役[89]
- オトナの授業（2024年5月6日 - 6月24日:全8話[90]、TOKYO MX系） - 主演・加藤杏子 役 ※連ドラ・初主演[91]
- 伝説の頭 翔（2024年7月19日 - 9月6日、テレビ朝日） - 辻沢京子 役[92]
- 3年C組は不倫してます。（2024年10月2日 - 12月18日、日本テレビ） - 中野怜 役[93]
- ローカルアナのさがしもの（2024年11月16日 - 30日、山梨放送） - 主演・林恵美利 役[94][95]
- 栞ちゃん 心の声を聞かせてよ（2024年12月13日、テレビ朝日） - 主演・栞 役[96]
- 僕のあざとい元カノ from あざとくて何が悪いの? 第2話（2025年1月31日、テレビ朝日） - カスミ 役[97]
- キスでふさいで、バレないで。 第4話 -（2025年2月24日 - 、読売テレビ） - 夏目ミサキ 役[98]
- レギュラー番組への道『擬人化ドラマ　被告人パンダ』（2025年3月23日（22日深夜）、NHK総合） - 主演・パンダ 役[99]
- 年下童貞くんに翻弄されてます（2025年4月25日 - 6月13日、毎日放送） - 主演・今井花恋 役（柏木悠とダブル主演）[100]
- 奪い愛、真夏（2025年7月18日 - 、テレビ朝日） - 山上花火 役[101][102]

#### 映画
- 裏社員。-スパイやらせてもろてます‐（2025年5月2日、松竹） - 兵頭寧々子 役[103]

#### ラジオ番組
- JUMP UP MELODIES（2023年12月15日、TOKYO FM） - ゲスト出演
- 森香澄のオールナイトニッポン0（2024年8月26日深夜、ニッポン放送） - パーソナリティ

#### WEB番組
- ABEMA presents ワタナベお笑いNo.1決定戦 2023（2023年4月9日、ABEMA） - アシスタントMC[104]
- 夜な夜な生配信! ひろゆきと有名人に…【質問ゼメナール】（2023年5月11日、YouTube Live） - ゲスト出演[105]
- あざとくて何が悪いの? ABEMA版（2023年5月29日 - 6月26日、ABEMA） - 再現ドラマ「あざとディクショナリー」に出演[106]
- のぞき見!知られざるスポーツの世界（2023年6月16日 - 10月20日、ABEMA） - 進行 ※テレビ東京退社後初のレギュラー番組[107]。
- 歌うまインフルエンサー カラオケ歌バトル～勝てばテレ東音楽祭～（2023年6月21日、テレビ東京公式YouTubeチャンネル・TVer・ネットもテレ東） - MC ※退社後初のテレビ東京の番組に出演[108]。
- TikTok上半期トレンド大賞2023（2023年6月29日、TikTok LIVE） - MC[109][110][111][112]
- 気持ち良い仕事・睡眠大全「【高橋弘樹P×森香澄アナ】テレ東を辞めて自分らしく活躍する2人が、局員時代の働き方や睡眠事情についてぶっちゃけトーク」（2023年7月14日、YouTube (新R25チャンネル) ）[113]
- ABEMAスポーツタイム（2023年7月16日・10月15日、ABEMA） - 西澤由夏の代役進行[114]
- #DMM TVまつり～Original Content Lineup～（2023年8月8日、DMM TV・同サービス公式YouTubeチャンネル） - MC[115]
- 京都即成院ライブ2023【OCEANS with 森香澄】（2023年10月7日、YouTube Live (OCEANS (ex. KureiYuki's) )）
- 愛のハイエナ（2023年10月31日 - 11月14日、ABEMA） - 加護亜依・渡辺美優紀と共にゲストアシスタントMC
- チャンスの時間（2023年11月5日・12日、ABEMA） - 回答者ゲスト
- 佐久間&三四郎&森香澄の俺らも歌っちゃう? ミュージックフェス裏配信（2023年11月15日、テレビ東京公式YouTubeチャンネル・TVer テレ東系リアルタイム配信）
- TikTok Awards Japan 2023（2023年12月14日、TikTok LIVE） - MC
- しくじり先生 俺みたいになるな!!（2023年12月15日、ABEMA） - 生徒役ゲスト
- 第5回 グッバイもやもや! 佐久間宣行と"はたらく"トーク（2023年12月19日、はたわらワイド公式YouTubeチャンネル） - ゲスト出演
- ハイティーン・バイブル（2024年3月4日-、ABEMA） - MC
- ウェディングウォーズ（2025年4月29日、ABEMA） - MC[116]
- 罵倒村（2025年5月13日、Netflix）[117]

#### WEBドラマ
- 3年C組の担任と不倫してます。（2024年10月2日 - 、TVer） - 中野怜 役[118]
- 情事と事情（2024年12月5日 - 、Lemino） - 玉木まりも 役[119]
- 合コンの悪魔 〜サレ妻たちの華麗なる復讐〜（2025年3月24日、UniReel） - 主演・加賀美七夜 役[120]

#### CM
- TikTok WebCM「TikTok考察論」（2023年12月4日）[121]
- IBJ（2024年1月 - ） - 婚活アンバサダー[122][123]
- SPAT4（2024年4月1日 - ） - イメージキャラクター[124][125]
- わさビーフ（2024年、山芳製菓）[126]
- ポケットWi-Fi 『ecoco』（2025年）[127]

#### コラボレーション
- 森香澄のYakult1000がある暮らし（2024年）[128]
- カラコンブランド「meilly」アンバサダー[129]
- dazzlin （MARK STYLER、2023年 - ）[130][131]
- ピーチ・ジョン「森香澄が着こなす冬のランジェリー」（2024年）[132]
- アンファードクターズナチュラルレシピ アンバサダー（2024年）[133]
- コンディションスティック アンバサダー（2025年）[134]
- KONCIWA イメージキャラクター（2025年）[135][136]
- CLIO 日本アンバサダー（2025年5月）[137]
- エミナルクリニック イメージキャラクター（2025年）[138]

#### イベント
- GirlsAward
  - Rakuten GirlsAward 2023 SPRING / SUMMER（2023年5月4日、国立代々木競技場第一体育館） - MC・モデル[139][140][141]
  - Rakuten GirlsAward 2023 AUTUMN / WINTER（2023年9月30日、幕張メッセ） - MC[142]
  - Rakuten GirlsAward 2024 SPRING / SUMMER（2024年5月3日、国立代々木競技場第一体育館） - メインMC[143]
  - Rakuten GirlsAward 2025 SPRING/SUMMER（2025年5月4日、国立代々木競技場第一体育館）[144]
- ボートレース戸田 サンクスフェスティバル2023 supported by イナズマロック フェス（2023年5月21日、BOAT RACE 戸田 イベントホール） - MC[145]
- ROPPONGI HILLS CHRISTMAS 2023「けやき坂イルミネーション点灯式」（2023年11月6日、六本木ヒルズアリーナ付近）
- 警視庁通信指令本部一日本部長（2024年1月8日）[146][147]
- 森香澄ファースト写真集『すのかすみ。』発売記念イベント（2024年2月24日、HMV&BOOKS SHIBUYA〈東京〉 / 同年3月2日、HMV&BOOKS SHINSAIBASHI〈大阪〉 / 同年3月9日、星野書店〈名古屋〉）
- 始球式 西武-ロッテ戦（2024年9月13日、ベルーナドーム）[148]
- ショードラアワード2025授賞式（2025年4月16日、大手町三井ホール） - MC[149]
- MUSIC AWARDS JAPAN 2025 Premiere Ceremony･GALA PARTY - MC[150]
- バースデーイベント『森香澄と30歳を祝ってください！！』(2025年6月15日、TIAT SKY HALL)[151]
- 始球式 北海道日本ハムファイターズ-東北楽天ゴールデンイーグルス戦(2025年7月5日、エスコンフィールド北海道)[152][153][154]

#### その他
- 警視庁「令和6年110番」イメージキャラクター（2024年1月 - ）[155]
- タクシー内情報番組『HEADLIGHT』（2024年4月1日 - ）[156][157]
- DAMチャンネル 20代目MC（2024年4月 - 2025年3月 ）[158][159]

## 書籍

### 写真集
- 森香澄ファースト写真集 すのかすみ。（2024年2月28日、幻冬舎）撮影:中村和孝ISBN 9784344042247[20]

### 雑誌
- FLASH 2023年11月28日・12月5日号（光文社）表紙:森香澄
- an・an (アンアン) 2023年12月13日号（マガジンハウス）表紙:森香澄 前向きバストのススメ!
- 小説幻冬 2024年3月号（幻冬舎）※巻頭カラー:森香澄写真／インタビュー、1st写真集「すのかすみ」未収録カットを収録[160]
- sweet（2024年）[161]

## 連載
- 森香澄のエンタメ道「向き不向きより前向き」 （2023年、with online、講談社）[162]
- 森香澄の戦略的人類モテBEAUTY（2024年、美的.com）[163][164]